# Maximilian Wöber
Maximilian Wöber (* 4. Februar 1998 in Wien) ist ein österreichischer Fußballspieler. Er steht als Leihspieler von Leeds United bei Werder Bremen unter Vertrag. Darüber hinaus ist er seit 2017 österreichischer A-Nationalspieler.

## Karriere

### Verein
Wöber begann seine Karriere beim SZ Marswiese. 2007 wechselte er zum Wiener Sportklub. 2010 kam er in die Jugend des SK Rapid Wien. Im Sommer 2015 spielte er erstmals für die Regionalligamannschaft der Rapidler. Im Dezember 2015 stand er erstmals im Profikader. Ende Februar 2016 debütierte er im Rückspiel des Europa-League-Sechzehntelfinales gegen den FC Valencia, als er in der Startelf stand. Am 5. April 2016 unterschrieb er seinen ersten Profi-Vertrag bei den Grün-Weißen, der eine Laufzeit bis Sommer 2019 hatte.
Im November 2016 debütierte er schließlich auch in der Bundesliga, als er am 14. Spieltag der Saison 2016/17 gegen den Wolfsberger AC in der Startelf stand. Sein erstes Bundesligator erzielte er am 22. Juli 2017, als er am ersten Spieltag der Saison 2017/18 beim 2:2-Remis gegen die SV Mattersburg zum zwischenzeitlichen 1:0 traf.
Im August 2017 wechselte er in die Niederlande zu Ajax Amsterdam, wo er einen bis Juni 2021 gültigen Vertrag erhielt. Die Ablösesumme betrug etwa 7,5 Millionen Euro.
Am 11. Jänner 2019 wurde eine Einigung mit dem FC Sevilla über einen Wechsel nach Spanien erzielt. Am 16. Jänner 2019 wechselte Wöber schließlich leihweise bis zum Ende der Saison 2018/19 zu Sevilla, zudem wurde eine Kaufpflicht mit einer Ablösesumme von zehneinhalb Millionen Euro mit 1. Juli 2019 vereinbart. Die Ablösesumme hätte unter verschiedenen Umständen um bis zu 500.000 Euro steigen können. Für Sevilla absolvierte er sieben Spiele in der Primera División.
Im August 2019 kehrte er nach Österreich zurück und wechselte zum FC Red Bull Salzburg, bei dem er einen bis Mai 2024 laufenden Vertrag erhielt. Dieser Vertrag wurde im Mai 2022 vorzeitig bis Sommer 2025 verlängert. In dreieinhalb Jahren in der Mozartstadt kam Wöber zu 125 Pflichtspieleinsätzen für die Salzburger, mit denen er immer Double-Sieger wurde. In der Saison 2022/23 verlor der Innenverteidiger seinen Platz in der Abwehrzentrale und wurde daraufhin zum Linksverteidiger umgeformt.
Anfang Jänner 2023 wechselte Wöber nach England zu Leeds United, wo er einen bis Juni 2027 laufenden Vertrag erhielt. In Leeds traf er auf Trainer Jesse Marsch, der ihn nach Salzburg geholt hatte, sowie Rasmus Kristensen und Brenden Aaronson, die Marsch beide ebenfalls aus Salzburg nach England mitgenommen hatte. Für Leeds absolvierte er bis Saisonende 16 Partien in der Premier League, aus der er mit dem Team aber abstieg.
Daraufhin wurde Wöber zur Saison 2023/24 nach Deutschland an den Bundesligisten Borussia Mönchengladbach verliehen. Während der Leihe kam er zu 25 Spielen für Gladbach in der Bundesliga. Zur Saison 2024/25 kehrte er wieder nach Leeds zurück. Dort kam er verletzungsbedingt in jener Spielzeit aber nur zu acht Einsätzen in der EFL Championship, mit dem Team stieg er als Zweitligameister wieder in die Premier League auf.
Den Aufstieg machte Wöber aber nicht mehr mit, er wechselte zur Saison 2025/26 ein zweites Mal leihweise nach Deutschland, diesmal zu Werder Bremen.

### Nationalmannschaft
Wöber spielte 2013 erstmals für die österreichische U-15-Auswahl. Im selben Jahr debütierte er auch für die U-16-Mannschaft.
2015 spielte er gegen Island erstmals für die U-17-Mannschaft. Mit dieser nahm er im selben Jahr an der EM teil.
Zudem kam er in diesem Jahr erstmals für das U-18-Team Österreichs zum Einsatz. Im Juli 2016 spielte er gegen Portugal erstmals für die U-19-Mannschaft.
Im Oktober desselben Jahres stand er erstmals im Kader der U-21-Nationalmannschaft.
Im August 2017 wurde Wöber erstmals in den Kader der A-Nationalmannschaft berufen. Sein Debüt im Nationalteam gab er am 6. Oktober 2017, als er im WM-Qualifikationsspiel gegen Serbien in der Startelf stand. Im November 2017 debütierte Wöber gegen Serbien für Österreichs U-21-Auswahl.
Im Mai 2024 wurde er in den vorläufigen Kader Österreichs für die EM 2024 berufen und schaffte es schlussendlich auch in den endgültigen Kader.

## Erfolge
Österreich
- Österreichischer Meister: 2020, 2021, 2022, 2023
- Österreichischer Cupsieger: 2020, 2021, 2022

Niederlande
- Meister: 2019
- Pokalsieger: 2019